# هیروشی کامیا
هیروشی کامیا (神谷 浩史 Kamiya Hiroshi, زادهٔ ۲۸ ژانویه، ۱۹۷۵) صداپیشه، خواننده، و بازیگر ژاپنی مرتبط با عامل استعدادیابی آئونی پروداکشن است. وی از سال ۱۹۹۲ میلادی تاکنون مشغول فعالیت بوده است. از نقش‌های برجسته صداپیشگی او می‌توان به لیوای آکرمن در حمله به تایتان، ترافالگار لاو در وان پیس، مفیستو فلس در جنگیر آبی، ایزایا اوریهارا در دورارارا!!، کروماتسو در آقای اوسوماتسو، شینجی ماتو در فرنچایز فیت، آکاشی سیجورو در بسکتبال کوروکو، یوزورو اوتوناشی در انجل بیتز!، یاتو در نوراگامی، اِدوگاوا رانپو در سگ‌های ولگرد بونگو، کویومی آراراگی در سری مونوگاتاری، کُوئو ایچینومیا در زیر پل آراکاوا، و کیوشی فوجینو در مدرسه زندان اشاره کرد.